# 月丘夢路
月丘 夢路（つきおか ゆめじ、1921年10月14日 - 2017年5月3日）は、日本の女優で、元宝塚歌劇団娘役の宝塚歌劇団卒業生である。本名：井上 明子、旧姓：旭爪（ひのつめ）。愛称は「ツメ」（旧姓から）。夫は井上梅次、娘は井上絵美。実妹は月丘千秋、月丘洋子。

## 来歴・生い立ち
広島県広島市大手町（現：中区大手町）に、薬局の長女として生まれる。
袋町尋常小学校（現：広島市立袋町小学校）を経て、県立広島高等女学校（現：広島県立広島皆実高等学校）在学中に小夜福子の宝塚少女歌劇団（現：宝塚歌劇団）の舞台を観劇し、宝塚少女歌劇団へ入団を決意する。反対する親を説得して女学校を中退した。
1937年、宝塚音楽歌劇学校に入学。宝塚歌劇団27期生。同期生に浦島歌女、大路三千緒、乙羽信子、越路吹雪、東郷晴子、瑠璃豊美らがいる。宝塚入団時の成績は93人中27位。
1939年、宝塚少女歌劇団生徒として『宝塚花物語』で初舞台を踏む（この初舞台の主演は小夜福子）。以降、その類い稀れな美貌で娘役スターとなり活躍。
後の映画『満月城の歌合戦』でも、小夜福子と共演し、日活移籍第1作となった映画『あした来る人』でも、小夜福子は月丘の母親役を務めている。
1940年、宝塚歌劇団在団中に宝塚映画『瞼の戦場』の主演で映画デビュー。
1942年『新雪』で水島道太郎と共に主演して大ヒットを記録した（主題歌は灰田勝彦）。
1943年に歌劇団を退団。最終出演公演は花組公演『心の故郷／希望の泉』。その後は大映に入社。
1947年、轟夕起子に誘われ、轟の夫のマキノ正博が所長をしていた松竹京都に移籍。トップ女優として活躍。4歳下の妹・月丘千秋も宝塚音楽学校を経て松竹に入り、映画『地獄の顔』で妹・千秋と共演した。
1951年7月、軽喜劇『東京のお嬢さん』のため渡米した。2か月で帰国する予定だったが、声楽と舞踊を本格的に学ぶためニューヨークに残る。
当時は海外渡航自由化の遥か前で、大変貴重なニューヨーク滞在となった。なお月丘は滞在中、1949年に日本人初のノーベル賞（ノーベル物理学賞）を受賞し、当時コロンビア大学の教授としてニューヨークに赴任していた湯川秀樹・湯川スミ夫妻に面会している。
1953年1月2日『第3回NHK紅白歌合戦』に初出場し、「新雪」を歌唱した（当時の『紅白』は正月に開催されていた）。映像や音声は現存しないが、月丘の歌唱中の写真や紅組の歌手席に座る写真が現存する。
1955年1月、製作を再開したばかりの日活に移籍。出演料は映画1本につき200万円で松竹時代の倍となり、当時の日活俳優の中で最高額の出演料だった。
1957年、映画監督の井上梅次と結婚。しかし、日活がアクション映画に路線変更すると速やかに後輩の石原裕次郎らにトップスターのバトンを渡し、1959年にフリーとなる。
以後は出産・育児や家庭のため出演数をセーブしながら脇に回り、映画やテレビドラマ、舞台で活動した。
夫・井上とともにジャニー喜多川と親交があり、関連会社の代表を務め、舞台などでジャニーズ事務所所属のタレントと共演したが、1971年6月に乗り合わせた車が交通事故に遭い、フロントガラスの破片で顔に深刻な傷跡が残るほどの重傷を負ったことや自身と夫の高齢に伴い、活動ペースを縮小した。
2004年（平成16年）11月18日に開催された神戸100年映画祭のプレイベントで、ロシアのモスクワ市郊外にあるゴスフィルモフォンド（ロシア国立映画保存所）で全編124分のうち74分の映像フィルムが収蔵保管されたことが判明した。ロケ地である兵庫県神戸市の神戸文化ホールで映画『新雪』が上映された際にトークショウにゲスト出演し、撮影当時を振り返った。
2010年（平成22年）2月11日、夫・井上と死別。後述の『徹子の部屋』出演時に「先に逝かれるとは思わなかった」と語っている。また、「おかげで雑用に追われているなかで整理もできている」と話していた。
後日、帝国ホテルで開かれた井上梅次のお別れの会には腰痛のために出席できず、娘の絵美だけで来客を饗した。
2011年（平成23年）2月18日に開催された日本アカデミー賞授賞式に会長特別賞を受賞した夫・井上梅次の代理として娘の井上絵美と共に臨席し、公の場に姿を現した。
東日本大震災に伴う東京電力福島第一原子力発電所事故によって放射能汚染について世間の関心が高まり、主演映画『ひろしま』（1953年製作）が脚光を浴びたことを受けて新聞の取材に応じ、2011年（平成23年）8月12日に記事が掲載された。
2014年に、古巣の宝塚歌劇団100周年記念で設立された『宝塚歌劇の殿堂』の最初の100人のひとりとして殿堂入り。当時、月丘は存命していた殿堂入りタカラジェンヌの中で大路三千緒に次いで2番目に高齢の91歳だった。
2016年（平成28年）に体調不良で入院。腸閉塞の手術を受ける。
2017年（平成29年）1月10日に、肺炎で2度目の入院。
2017年（平成29年）5月3日午後1時50分、肺炎により東京都内の病院にて95歳で死去した。

## 人物・逸話
- 女学校に入るのに受験難だった当時、ご褒美に東京に連れて来てもらったときに宝塚の小夜福子や松竹少女歌劇の水の江滝子のステージを見て感激し、中退して宝塚に入った。
- 戦前の宝塚で轟夕起子らと並ぶ、男性ファンの多大な支持を集めた美人娘役のひとりとして語り継がれる。夢路いとしの芸名の姓は月丘にちなんだと、いとし本人が談話していた（詳細は夢路いとしの項目参照）。
- 「容姿端麗」が入学条件で美女揃いの宝塚歌劇団の中でも、他のタカラジェンヌ達から妬まれ深刻ないじめにあっていたほどの類稀な美貌の持ち主。「ツメは自分の美貌を鼻にかけている」「男の先生に色仕掛けで接して、いい役を貰っている」などと身に覚えのない中傷をされ続けていた窮状を救ったのが同期の越路吹雪だった。越路は「ツメ、あんたは三枚目（お笑いキャラ）で行き!」と助言してくれたと後に月丘は語っている[10]。
- 世界平和統一家庭連合（旧統一教会）と関係の密接な一和高麗人参茶のTVCMに出演した。夫・井上も、教団が関わった『絶唱母を呼ぶ歌 鳥よ翼をかして』（1985年）と『暗号名 黒猫を追え!』（1987年）の2本の映画を監督した。そのため会員の疑惑が持ち上がったが、月丘は、「CMのスポンサーであっただけで」「私はローマ・カトリック信者で洗礼の記録も残っている」と否定した。
- 1953年、上記の日活移籍前でも、映画1本の出演料はすでに当時の日本映画界のトップクラスで、また、大手映画会社の松竹専属だったが、『原爆の子』を原作とする日教組プロ制作の映画『ひろしま』に故郷・広島への郷土愛からノーギャラで出演して教師役を演じた[1]。

- 爆心地にあたる現在の中区大手町には、実家の薬局店があった。

- 月丘が第一線で活躍していた頃、美容整形において「目は月丘夢路の目で」という希望が多い時期があった。

- 宝塚歌劇団でコンビを組んだ事もあり、月丘の上級生にあたる男役トップスター・春日野八千代も彼女の類稀な美貌について語っている[10]。
- 日活所属時に当時の映画衣装担当者が森英恵であり、プライベートにおいてもマタニティードレスなどの衣装製作（オートクチュール）を森に依頼している（宝塚歌劇団で月丘の下級生・新珠三千代も同様）。
- 月丘が出演した日活移籍後第1作目の映画『あした来る人』（1955年）では、原作者の井上靖から「（小説を）書いてるうちに、また月丘さんみたいな人が出てきちゃったの」、と月丘のイメージで原作を書いたことを告白されたと語っている[11]。
- 宝塚の後輩・淡島千景の映画界転向は月丘の勧めという[12]。
- 仲代達矢の本格的映画デビューは、月丘が仲代の舞台『幽霊』を見て気に入り、月丘の相手役に指名した1956年、日活の『火の鳥』。「準主役に抜擢という形で映画俳優への道を拓いてくれた月丘さんには一生、足を向けて寝られないです」と仲代は話している[13]。月丘と仲代はその後、1974年の『華麗なる一族 (映画)』（山崎豊子原作）でも母と息子役（万俵寧子と万俵鉄平）で共演している。
- 2012年1月31日の『徹子の部屋』に出演した時のトーク内容からこのようなことが明かされている。
  - 娘・絵美は月丘を「台所の宇宙人」と称している。過去に台所のことが出来る人がいないときに客がきて、もてなせなかったことを娘に非難されたためである。まともに料理ができないのに客を呼び、「よくこれで人を呼んだな」と言われたこともある。月丘が料理をできなかったのは、夫・井上が家事などをしないでよいと言ったためである。井上は自立した女性を認める人であり、月丘自身も絵美が料理を勉強するためにフランスのリヨンに留学した際には背を押している。
  - 若いイケメンが好き。市川海老蔵が最もお気に入りで、赤ん坊の写真をもらったという。またダルビッシュ有や石川遼、髙橋大輔らも好きだという。娘には顔が良ければ良いのかと言われているが、彼らは一芸に秀でているから好きだと語る。

## 主な出演作品

### 映画
- 瞼の戦場（1940年、宝塚映画）
- 南十字星（1941年、宝塚映画）
- 新雪（1942年、大映）
- モンペさん（1944年、大映東京）
- 最後の帰郷（1945年、大映東京）
- 撃滅の歌（1945年、松竹大船）

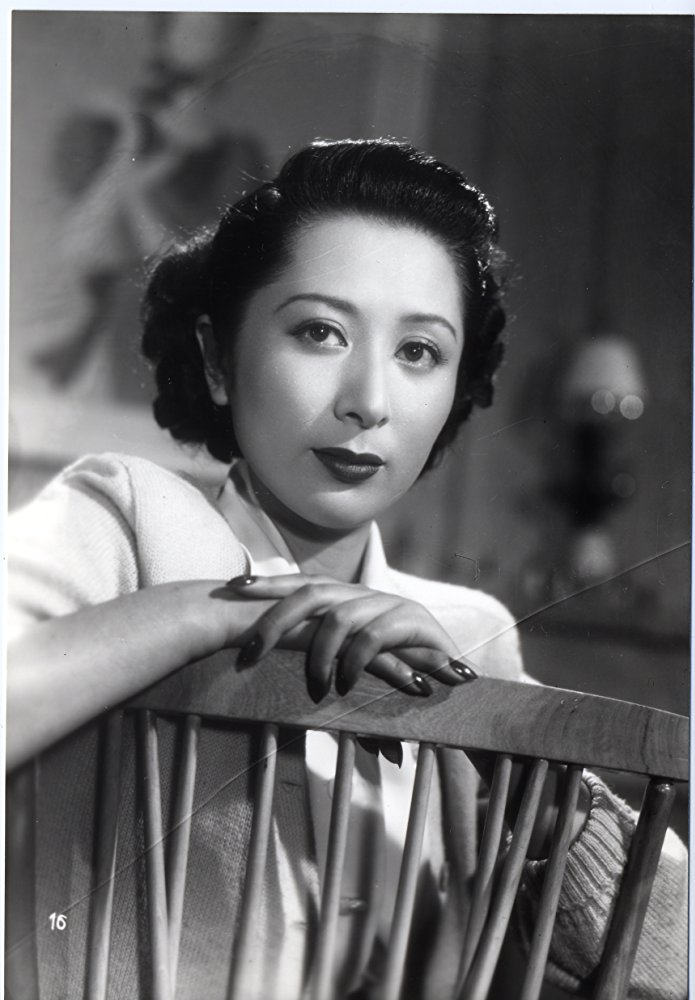
『晩春』（1949年）

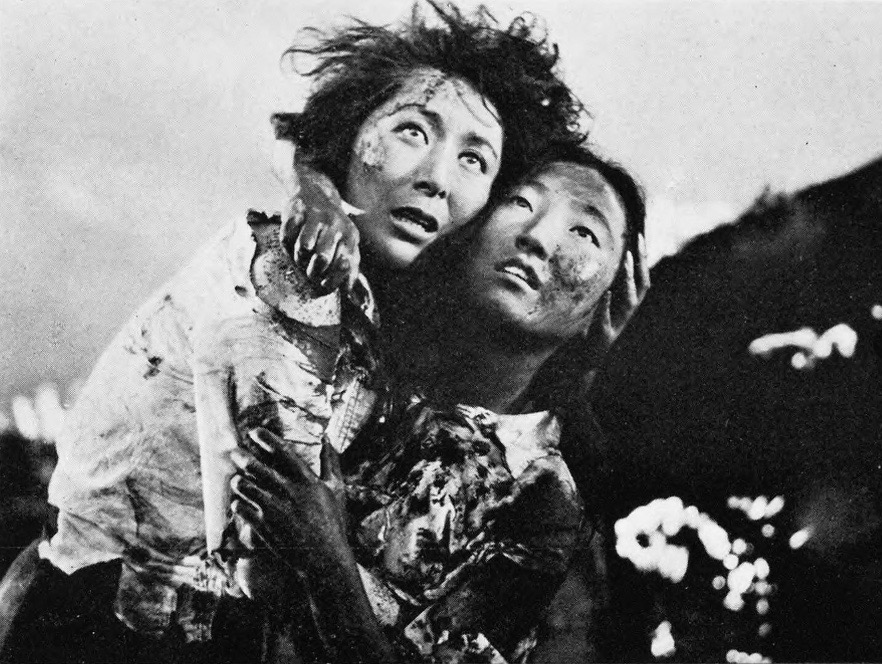
『ひろしま』（1953年）

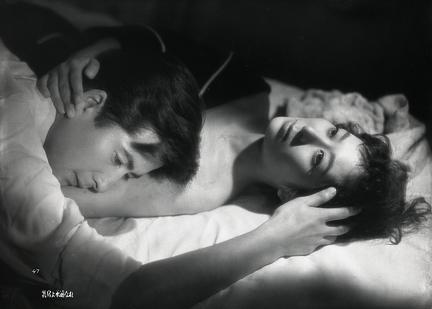
『乳房よ永遠なれ』（1953年）

『孤獨の人』（1957年）

- 扉を開く女（1946年、大映） - 中西絹[14]
- 満月城の歌合戦（1946年、松竹） - 尾花姫
- 地獄の顔（1947年、松竹） - 尼僧
- 花ある星座（1947年、松竹）[14]
- 四人目の淑女（1948年、松竹）
- 晩春（1949年、松竹）- 北川アヤ
- 嘆きの女王（1949年、松竹）- 笠原真澄[14]
- 乙女の性典（1950年、松竹）- 千津子[14]
- 新妻の性典（1950年、松竹）[14]
- 七つの宝石（1950年、松竹）
- 長崎の鐘（1950年、松竹） - みどり
- 寳塚夫人（1951年、東宝） - 若竹鮎子[14]
- うず潮（1952年、松竹）- 高浜千代子
- 花の生涯 彦根篇 江戸篇（1953年、松竹）- 佐登
- 東京マダムと大阪夫人（1953年、松竹）
- ひろしま（1953年、北星映画） - 米原先生
- 君の名は 第一部（1953年、松竹）- 石川綾
  - 君の名は 第二部（1953年）
  - 君の名は 第三部 （1954年）
- 伝七捕物帳 人肌千両（1954年、松竹）- お俊[14]
  - 伝七捕物帳 刺青女難（1954年）- 伝七の女房・お俊[14]
  - 伝七捕物帳 黄金弁天（1954年）- 同上[14]
- 二十四の瞳（1954年、松竹） - マスノ
- 君に誓いし（1954年、製作：松竹大船） - 矢田加奈子[14]
- 忠臣蔵 花の巻・雪の巻（1954年、松竹）- 瑶泉院
- あした来る人（1955年、日活） - 大貫八千代[15]
- 木曾の風来坊（木曽の風来坊）（1955年、日活）
- おしゅん捕物帖　謎の尼御殿（1955年、日活）
- 銀座二十四帖（1955年、日活）
- 自分の穴の中で（1955年、日活）
- 乳房よ永遠なれ（1955年、日活） - 下城ふみ子[16]
- ジャズ・オン・パレード 1956年 裏町のお転婆娘（1956年、日活）
- 丹下左膳 第一部 乾雲の巻（1956年、日活）
- 第8監房（1956年、日活）
- 丹下左膳 第二部 坤竜の巻（1956年、日活）
- 丹下左膳 第三部 昇竜の巻（1956年、日活）
- 東京の人（前篇・後篇）（1956年、日活）- 白井敬子[17][18]
- 東京バカ踊り（1956年、日活）
- 火の鳥（1956年、日活）- 生島エミ[19]
- 感傷夫人（1956年、日活）
- 月蝕（1956年、日活） - 池上綾子[20]
- お転婆三人姉妹 踊る太陽（1957年、日活） - （特別出演）[21]
- 孤獨の人（1957年、日活） - 東大路朋子[22]
- 街燈（1957年、日活）
- 危険な関係（1957年、日活）
- マダム（1957年、日活）
- 永遠に答えず (青春篇)（1957年、日活）
- 白夜の妖女（1957年、日活） - 女[23]
- 鷲と鷹（1957年、日活） - 朱実[24]
- 美徳のよろめき（1957年、日活） - 倉越節子[25]
- 夜の牙（1958年、日活） - 花岡真理[26]
- 永遠に答えず (完結篇)（1958年、日活）
- 夫婦百景（1958年、日活） - 大川みはる[27]
- 素晴しき男性（1958年、日活）
- 運河（1958年、日活）
- 続夫婦百景（1958年、日活）
- 不道徳教育講座（1959年、日活）
- 名づけてサクラ（1959年、日活）
- 東京の孤独（1959年、日活）
- 祈るひと（1959年、日活） - 三沢吉枝[28]
- 一本刀土俵入（1960年、大映） - お蔦
- 女房学校（1961年、大映）- 山村松代[14]
- 釈迦（1961年、大映） - タクシラー
- 長脇差忠臣蔵（1962年、大映） - おせき[14]
- 河内遊侠伝 （1967年、東映） - 千成の女将
- 告白的女優論（1971年、日本ATG） - 万紀子の母[14]
- 華麗なる一族（1974年、東宝） - 万俵寧子
- 青年の樹（1977年、東宝） - 紫雨
- ブラック・ジャック（1977年、東宝） - 寮母（特別出演）
- 二代目はクリスチャン（1985年、東宝/角川春樹事務所） - マザー・ゴルガン
- 女ざかり（1994年、松竹） - 柳雅子[14]

### テレビドラマ
- 芥川龍之介シリーズ 第4回「秋」（1959年・日本テレビ）
- 海峡（1961年・フジテレビ）
- 青年の樹（1961年・フジテレビ）
- 松本清張シリーズ・黒い断層 第47回「白い闇」（1961年・TBS） - 小関信子
- 女の勲章（1962年・フジテレビ） - 大庭式子
- 松本清張シリーズ・黒の組曲 第34話「誤差」（1962年・NHK） - 安西澄子
- 七人の孫（1964年・TBS）
- お嫁さん 第2シリーズ（1967年・フジテレビ）
- あいつと私（1967年・日本テレビ）
- 大奥（1968年・関西テレビ放送） - 桂昌院
- 堂島（1968年・関西テレビ放送）
- かみなり三代 第14話「よろめいたご隠居さん」（1969年・日本テレビ） - 松平秋子
- 水戸黄門 第1部（1969年・TBS） - 桂昌院
  - 第1話「俺は助さん、お前は格さん」
  - 第2話「人生に涙あり」
- 大坂城の女（1970年・関西テレビ放送）－待田局
- 徳川おんな絵巻 第13話・「白鷺城の若き獅子」・第14話「永遠の初夜」（1970年・KTV） - 貞心院
- 女の顔（1971年・東京12チャンネル）
- キイハンター 第226話「夏の陽の追跡! 逃亡のハルムーン」（1972年、TBS）
- 華岡青洲の妻（1973年・TBS） - 於継
- 長谷川伸シリーズ「瞼の母」（1973年・NET）
- 伝七捕物帳 第49話「人情母子唄」（1974年、NTV）- お巻
- ポーラテレビ小説「お美津」（1975年・TBS）
- 銀河テレビ小説（NHK）
  - 女の森で（1975年） - こりん
- 花ぼうろ（1976年・日本テレビ）
- 女の旅（1976年・フジテレビ）
- 横溝正史シリーズ 「犬神家の一族」（1977年・毎日放送） - 犬神竹子
- 花神（1977年・NHK） - お滝（楠本イネの母）
- 土曜ワイド劇場（テレビ朝日）
  - 涙・あいつは今夜もいない（1978年）
  - 自我の構図　愛と死（1978年）
  - 京都妖怪地図（1）嵯峨野に生きる900歳の新妻（1980年）
  - 瞳の中の殺意（1981年）
- 続あかんたれ（1978年・東海テレビ放送） - 重の屋の女将
- 森繁久彌のおやじは熟年（1981年） - 岡本ふさえ
- 火曜サスペンス劇場 「松本清張の歯止め」（1983年、日本テレビ） - 旗島織江
- 大奥 第35話「運の悪い女たち」・第36話「密会」（1983年・関西テレビ） - 岩藤

### 舞台
- 宝塚歌劇団雪組公演 太平洋（1940年4月26日 - 5月24日、宝塚大劇場）
- 宝塚歌劇団雪組公演 アルプスの山の娘（1940年7月26日 - 8月25日、宝塚大劇場）
- 宝塚歌劇団雪組公演 銃後の合唱（1940年10月26日 - 11月24日、宝塚大劇場）
- 宝塚歌劇団雪組公演 日本名所圖繪（1941年1月1日 - 1月29日、東京寶塚劇場）
- 宝塚歌劇団雪組公演 樂しき隣組 豊穣歌（1941年5月27日 - 6月24日、宝塚大劇場）
- 宝塚歌劇団雪組公演 大空の母 海を渡る歌（1941年8月26日 - 9月24日、宝塚大劇場）
- 宝塚歌劇団雪組公演 豊穣歌（1941年10月1日 - 10月26日、東京寶塚劇場）
- 宝塚歌劇団雪組公演 奥州二本松 宣撫物」（1941年11月26日 - 12月28日、寳塚中劇場）
- 宝塚歌劇団花・月・雪組公演 寳塚かぐや姫（1941年12月5日 - 12月28日、大阪北野劇場）
- 宝塚歌劇団公演 ピノチオ（1942年、宝塚大劇場）
- 宝塚歌劇団雪組公演 新かぐや姫（1942年7月26日 - 8月24日、宝塚大劇場）
- 宝塚歌劇団雪組公演 コーロア物語（1942年10月27日 - 11月24日、宝塚大劇場）
- 愛すれど愛すれど三代記
- 森昌子特別公演 初春姫さま騒動
- 山本譲二特別公演 望郷しぐれ
- 島倉千代子特別公演 流れに咲いた花 悲恋維新の詩（うた）
- 島倉千代子特別公演 風の物語 えびね蘭、咲いた…
- 水前寺清子特別公演  花吹雪振袖吉三
- 近藤真彦特別公演 森の石松
- 近藤真彦デビュー10周年特別企画 若親分
- マイ・フェア・レディ（2005年11月、帝国劇場）

### 吹き替え
- ママと七人のこどもたち - (ママ<ロレッタ・ヤング>) ※NHK版

### その他のテレビ番組
- クイズ面白ゼミナール（NHK総合）
- この人・田端義夫ショー（NHK総合）
- ビッグショー・小畑実（NHK総合）
- BSまるごと大全集　世紀を超えた美空ひばり（NHK衛星第2テレビジョン）

ほか多数

### テレビコマーシャル
- 一和高麗人参茶

## NHK紅白歌合戦出場歴
| 年度/放送回              | 曲目 | 対戦相手 |
| ------------------------ | ---- | -------- |
| 1953年（昭和28年）/第3回 | 新雪 | 鶴田六郎 |

- 月丘は第3回NHK紅白歌合戦出場者の中で最後の生き残りだった。

## 演じた女優
- 早織（2018年・テレビ朝日・帯ドラマ劇場）「越路吹雪物語」

## 関連書籍
- 『別冊太陽 宝塚タカラジェンヌ一〇〇 宝塚歌劇団八〇周年記念』監修・解説／宇佐見正（平凡社、1994年）
- 『水野晴郎と銀幕の花々』（近代文芸社。水野による月丘を含む女優達のインタビュー集）
- 『銀幕の昭和 「スタア」がいた時代』（筒井清忠／編著、井上理砂子、板倉宏臣、中澤まゆみ解説。ISBN 4916028651
- 『月丘夢路 芍薬な月』講談社エディトリアル、2023年。井上・月丘映画財団 編。 ISBN 4866771232